# Szűcs István (jogász)
Szűcs István (Tiszaderzs (Jász-Nagykun-Szolnok megye), 1811. május 1. – Debrecen, 1891. december 23.) köz- és váltójogi ügyvéd, királyi törvényszéki bíró, a Magyar Tudományos Akadémia levelező tagja.

## Élete
Tiszaderzsen született, hol atyja Szűcs István református lelkész volt. A gimnáziumi, bölcseleti, hittani és jogi tanulmányok a debreceni református kollegiumban végeztével Mezőtúrra ment akadémiai rektornak; de a jogi pályára érezvén kiváló hivatást egy ideig Eperjesen patvaristáskodott, majd 1838-ban az ügyvédi oklevél megszerzése után az udvari kancelláriánál nyert alkalmazást. 1839-ben a pozsonyi országgyűlésen tartózkodott és ismeretei bővítése végett a bécsi egyetemen, mint kancelláriai gyakornok, az osztrák polgári és fenyítőjogot és váltójogot hallgatta, midőn azon év októberében a tiszántúli egyházkerület választotta a debreceni főiskolában jogtanárrá; előzőleg Németországban, Franciaországban és Angliában utazva, 1840. november 8-án tanári állását elfoglalta. 1842-ben mint a szuperintendenciális levéltár rendezésével megbizott küldöttség, 1843-46-ig pedig mint az egyházkerületi tudományos választmány (literaria deputatio) jegyzője volt elfoglalva. 1846. december 18-án a Magyar Tudományos Akadémia levelező tagjának választotta. Ugyanazon évben Szabolcs vármegye táblabírájává neveztetett ki. 1847-ben a tiszántúli egyházkerület tanácsjegyzőjévé is felkérték. Azután az új rendszer szerint felállított debreceni jogakadémia igazgatótanára lett, melynél sok nehézséggel kellett megküzdeni, míg az a nyilvánosság jogával felruháztatott. Az 1856-57. iskolai évben Szűcs a teológusoknak adta elő az egyházjogot és jogbölcseletet; azután a tanári pályát elhagyta és az állam szolgálatába lépett. A Thun-féle hírhedt pátens idejében, Szoboszlai szuperintendens mellett, aki őt titkárul használta, ezzel együtt közvetítő szerepet vitt a hatalom szándékai és az egyházkerület között, többször megfordult Bécsben és Budapesten, részt vett az előzetes tanácskozásokban és népszerűségét tönkre tette. Nem sikerült nekik az egyházkerületet megpuhítani és megnyerni Thun miniszter terveinek, de azt elnyerte, hogy 1857 szeptemberében kinevezték iskolatanácsossá és a nagyváradi kerületbeli református és evangélikus iskolák felügyelőjévé. A hatvanas évek elején visszatért Debrecenbe, mint a kerületi tábla bírája; az alkotmány visszaállítása után pedig bíró lett a debreceni királyi törvényszéknél. Jogtudományi munkát többé nem írt, hanem éveken keresztül Debrecen monográfiájához gyűjtött adatokat. Élte vége felé nyugalomba lépve, kizárólag csak egyházának élt és 1886 márciusában a debreceni református egyház és főiskola gondnokává választották meg. Meghalt 1891. december 23-án Debrecenben. A Magyar Tudományos Akadémiában 1896. június 23-án Ballagi Géza tartott felette emlékbeszédet.
Verseket írt a debreceni Lantba (1832-35.), cikkei az Athenaeumban (1841. Töredékek egy utazó naplójából, 1842. 24., 25. sz. Vázlatok az észtani jogtörténeti rajz köréből), az Akadémia Értesítőjében (1848. A tételes jog philosophiájának történeti fejlődéséről s korunkban a polgárság javára kivívott haladásáról); a Pesti Naplóban (1854. 202., 203. sz. Eszmék a helv. hitv. debreczeni főiskolai 1850-54. tanévről), a Jogászgyűlés Évkönyvében (1870. Vélemény a magyar hazában létező jogi tanintézetek újból szervezését tárgyazó indítvány iránt); a Debreczen monographiájához gyűjtött adatokból részleteket adott ki 1849. az Alföldi Hirlapban, 1850. a Csokonai Lapokban, 1853. a Palugyay Imre Magyarország legújabb leírásában és a Hortobágy c. hírlapban.

## Munkái
- A magyar jogtan állásának a multhozi viszonyairól s korszerű haladásáról. Debreczen, 1840. (Tanári székfoglalója a Beszédek c. gyűjteményes munkában).
- Kis törvény, vagy népszerű törvénytudomány gyermekek számára. Uo. 1845. (2. kiadás. Uo. 1846.).
- Elemi magyar magánjog, elébe tűzve a magyar közjognak és utána téve a magyar váltójognak vázolatát. Törvénytudományi kalauz gyanánt. Uo. 1845. (Ujabb kiadása ezen cz. alatt: Magyar polgári törvénytudományi kalauz. 2. jav. és bőv. kiadás. Uo. 1846.).
- Házassági viszonyokat szabályozó újabb törvények s legfels. rendeletek, a tiszántúli helv. ev. lelkipásztorok részére összeszedve. Uo. 1854.
- Szabad kir. Debreczen város történelme. Uo. 1871. Három kötet. 14 ábrával.
- A debreczeni casino története... 50 éves jubileuma alkalmából. Uo. 1884.

### Kéziratban
- Evangeliomi protestáns egyházjog, különös tekintettel Magyarországra (1855. Ism. A Hon 4., 6. sz.)